# Chrysococcyx basalis
Il cuculo bronzeo di Horsfield o cuculo bronzeo di Horsfield  (Chrysococcyx basalis Horsfield, 1821) è un uccello della famiglia Cuculidae.

## Distribuzione e habitat
Questo uccello vive in Australia, Papua Nuova Guinea, Malaysia e Indonesia. È di passo su Singapore, Brunei e Christmas Island.

## Tassonomia
Chrysococcyx basalis non ha sottospecie, è monotipico.